# Howard Thurman
Howard Thurman (* 18. November 1899 oder 18. Februar 1900 in Daytona Beach; † 10. April 1981 in San Francisco) war ein US-amerikanischer baptistischer Theologe. Sein Werk übte einen großen Einfluss auf die Entwicklung der Bürgerrechtsbewegung aus.

## Leben
Howard Thurman war der Sohn des Bahnarbeiters Saul Solomon Thurman und dessen Frau, der Haushaltshilfe Alice Ambrose. Seine Familie war verarmt; noch seine Großeltern waren Sklaven gewesen. Er studierte am Morehouse College und erhielt 1923 seinen Bachelor of Arts, woraufhin er 1926 seinen Bachelor of Divinity an der Colgate Rochester Crozer Divinity School machte. 1932 heiratete er Sue Bailey.
Nachdem er kurzzeitig als Baptistenpastor in Oberlin gedient hatte, übernahm er den Posten des directors of religious life und Theologieprofessors am Morehouse College und am Spelman College. 1929 verbrachte er ein Semester am Haverford College, wo er stark vom Quäker und Pazifisten Rufus Jones beeinflusst wurde. Weitere Einflüsse auf sein späteres Denken waren die Social Gospel, der Pragmatismus und die Afroamerikanische Religiosität. 1932 wurde er Vorsitzender des Committee on Religious Life und Professor für Christliche Theologie an der Howard University. Zusammen mit Mordecai Johnson und Benjamin Mays bildete er eine Art Troika, unter deren Führung die Theologische Fakultät der Howard University eine der angesehensten des Landes wurde. Inspiriert von der Social Gospel und den Lehren Mahatma Gandhis, dem Thurman 1936 auf seiner Reise nach Indien begegnet war, lehrten sie ihrer afroamerikanischen Studentenschaft, durch gewaltfreien passiven Widerstand und ihrem Christlichen Glauben die unterdrückerische Rassentrennung zu überwinden. Zudem trat er in Kontakt mit angesehenen Bürgerrechtlern wie Mary McLeod Bethune und W. E. B. Du Bois. 1943 verließ Thurman die Howard University, um 1944 die Church for the Fellowship of All Peoples mitzubegründen. Diese sollte die erste multikulturelle Kirche Amerikas sein. 1953 übernahm Thurman den Posten des Deans des Marsh Chapels und des professors of Spiritual Disciplines and Resources an der Boston University. 1959 wurde er in die American Academy of Arts and Sciences gewählt. Er ging 1965 in den Ruhestand, führte jedoch bis zu seinem Tod den Howard Thurman Educational Trust und engagierte sich weiterhin für die Church for the Fellowship of All Peoples.
Thurman verfasste 1949 sein Hauptwerk, Jesus and the Disinherited, in dem er das Konzept der Rassentrennung auf Basis der Lehren des Neuen Testaments attackiert. Er charakterisiert Jesus Christus als einen Verteidiger der Armen und Entrechteten, der disinherited of the world, der auch den Afroamerikanern in ihrem Kampf gegen die Rassentrennung helfen könne. Die Liebe und der Glauben an das Christentum könnten Thurman zufolge einem unterdrückten Volk wie den Afroamerikanern die Stärke verleihen, sich gegen ihre Unterdrückung zu wehren. Mit dieser Philosophie übte Thurman einen großen Einfluss auf die Bürgerrechtsbewegung aus. Aktivisten wie Martin Luther King, James Farmer und Whitney Young setzten seine Ideen in die Tat um und führten die Bürgerrechtsbewegung während ihrer Hochphase in den 1950ern und 1960ern. Auch schwarze Autoren wie Maya Angelou und Alice Walker wurden von seiner Arbeit stark beeinflusst.
Thurman verstarb 1981.

## Werke (Auswahl)
- The Greatest of These (1944)
- Deep River (1945)
- The Negro Spiritual Speaks of Life and Death (1947)
- Jesus and the Disinherited (1949)
- Meditations of the Heart (1953)
- The Creative Encounter (1954)
- The Growing Edge (1956)
- With Head and Heart: The Autobiography of Howard Thurman (1979)